# Vital Radzivonaŭ

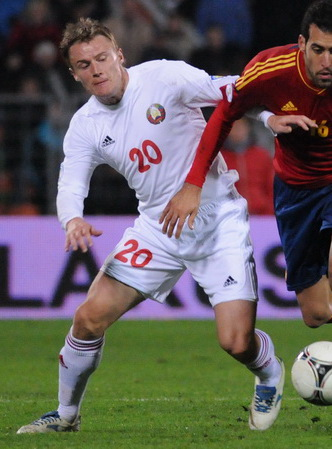
Vital Radzivonaŭ.

Vital Viktaravitj Radzivonaŭ (belarusiska: Віталь Віктаравіч Радзівонаў, łacinka: Vital Viktaravič Radzivonaŭ; ryska: Виталий Викторович Родионов, Vitalij Viktorovitj Rodionov), född 11 december 1983 I Vitebsk, Vitryska SSR, Sovjetunionen (nuvarande Vitsebsk, Vitryssland), är en vitrysk fotbollsspelare (anfallare) som för närvarande spelar för BATE Borisov.